# Trần Đình Tấn
Trần Đình Tấn (29 tháng 5 năm 1932 - 15 tháng 5 năm 2022) là một sĩ quan cao cấp của Quân đội nhân dân Việt Nam, hàm Thiếu tướng, nguyên Phó chủ nhiệm Chính trị.

## Tiểu sử
Sinh ngày 29 tháng 5 năm 1932; nguyên quán: Xã Nam Dương, huyện Nam Đàn, tỉnh Nghệ An; trú quán: Số 116DD7-DD12, phường Tân Hưng Thuận, quận 12, Thành phố Hồ Chí Minh; đảng viên Đảng Cộng sản Việt Nam, nguyên Phó cục trưởng Cục Quản lý Khoa học công nghệ (nay là Cục Khoa học Quân sự), Bộ Quốc phòng; đã nghỉ hưu.
Huân chương Độc lập hạng Nhì; Huân chương Chiến thắng hạng Ba; Huân chương Kháng chiến hạng Nhất; Huân chương Chiến công hạng Nhì, Ba; Huân chương Chiến sĩ vẻ vang hạng Nhất, Nhì, Ba; Huy chương Quân kỳ Quyết thắng; Huy hiệu 70 năm tuổi Đảng.
- Từ tháng 10-1945 đến tháng 4-1950: Tham gia Liên lạc và tự vệ, phụ trách thiếu nhi, dạy bình dân học vụ xã; Trinh sát viên Ban Quân báo thuộc Ban Quân sự TP Vinh, Nghệ An; Tiểu đội phó Đại đội độc lập (Mường Xén), Đại đội 3 Trinh sát, Tiểu đoàn 110 Nghệ An.
- Từ tháng 5-1950 đến tháng 11-1950: Học viên Trường Trung học Lục quân, Liên khu 4.
- Từ tháng 12-1950 đến tháng 1-1952: Tiểu đội trưởng, Đại đội 168 Thanh Hóa, Trung đội phó Đại đội 187.
- Từ tháng 2-1952 đến tháng 2-1961: Trung đội trưởng Đại đội 54, Đại đội 104, Liên khu 5, Phụ trách Đại đội phó Đại đội Cảnh vệ, Liên khu 5; Đại đội phó Đại đội 2, Tiểu đoàn 10, Trung đoàn 14; Đại đội trưởng Đại đội 2, Tiểu đoàn 75, Sư đoàn 324, Quân khu 4.
- Từ tháng 3-1961 đến tháng 5-1962: Đoàn phó X200 đi B vào Khu 5.
- Từ tháng 6-1962 đến tháng 12-1964: Đoàn trưởng Đoàn 4; X200, Khu 5.
- Từ tháng 1-1965 đến tháng 6-1969: Tiểu đoàn trưởng Tiểu đoàn 621; Tiểu đoàn 31, Trung đoàn 40; Trợ lý Tác chiến, Phòng Tham mưu, Mặt trận B3 Tây Nguyên.
- Từ tháng 7-1969 đến tháng 3-1973: Trung đoàn phó thứ nhất Trung đoàn 95, B3 kiêm Tỉnh đội phó tỉnh Gia Lai, Khu 5; Trung đoàn phó: Cụm trưởng pháo binh, Trung đoàn 40, B3.
- Từ tháng 4-1973 đến tháng 1-1983: Trợ lý Viện Khoa học Quân sự, Bộ Tổng Tham mưu.
- Từ tháng 2-1983 đến tháng 1-1990: Phó trưởng phòng Kế hoạch và Quản lý đề tài; Trưởng phòng Quản lý Khoa học quân sự, Trưởng phòng Khoa học/Cục Khoa học Quân sự/Bộ Tổng Tham mưu.
- Từ tháng 2-1990 đến tháng 12-1992: Phó cục trưởng Cục Khoa học Quân sự/Bộ Tổng Tham mưu.
- Từ tháng 1-1993 đến tháng 6-1995: Phó cục trưởng Cục Quản lý Khoa học công nghệ, Bộ Quốc phòng.
- Tháng 7-1995, đồng chí được Nhà nước, quân đội cho nghỉ hưu.
Do có nhiều công lao đóng góp đối với sự nghiệp cách mạng, đồng chí đã được Đảng, Nhà nước và quân đội tặng thưởng Huy hiệu 70 năm tuổi Đảng và nhiều huân, huy chương.
Đồng chí đã từ trần hồi 13 giờ 02 phút ngày 15 tháng 5 năm 2022, tại nhà riêng Hưởng thọ 90 tuổi. Lễ viếng được tổ chức từ 7 giờ 30 phút đến 21 giờ ngày 17 tháng 5 năm 2022, tại nhà riêng (số 116DD7-DD12, phường Tân Hưng Thuận, quận 12, Thành phố Hồ Chí Minh). Lễ truy điệu vào hồi 7 giờ 30 phút ngày 18 tháng 5 năm 2022; lễ đưa tang và an táng cùng ngày tại Nghĩa trang Thành phố Hồ Chí Minh (Thủ Đức).

## Khen thưởng
- Huân chương Lao động hạng Ba;
- Huân chương Quân công hạng Nhì;
- Huân chương Kháng chiến chống Pháp hạng Nhất;
- Huân chương Kháng chiến chống Mỹ, cứu nước hạng Nhất;
- Huy chương Chiến công hạng Nhất, Nhì, Ba;
- Huy chương Chiến sĩ vẻ vang hạng Nhất, Nhì, Ba;
- Huy chương Quân kỳ Quyết thắng;
- Huy hiệu 70 năm tuổi Đảng.